# عثمان فؤاد
عثمان فؤاد (بالتركية: Osman Fuat Osmanoğlu)‏ هو نجل الأمير محمد صلاح الدين وحفيد السلطان مراد الخامس وهو ثاني رئيس للسلالة العثمانية بعد شقيقه أحمد نهاد .ولد في 26 سبتمبر 1895 في قصر جراغان الواقع في مدينة اسطنبول.توفي بتاريخ 22 مايو 1973.